# Пшечиця
Пшечиця (пол. Przeczyca) — село в Польщі, у гміні Бжостек Дембицького повіту Підкарпатського воєводства.
Населення — 725 осіб (2011).
У 1975-1998 роках село належало до Тарновського воєводства.

## Демографія
Демографічна структура станом на 31 березня 2011 року:
|          | Загалом | Допрацездатний вік | Працездатний вік | Постпрацездатний вік |
| -------- | ------- | ------------------ | ---------------- | -------------------- |
| Чоловіки | 362     | 90                 | 233              | 39                   |
| Жінки    | 363     | 73                 | 209              | 81                   |
| Разом    | 725     | 163                | 442              | 120                  |